# 李順玉
李順玉（韓語：이순옥，1947年—），現居韓國的女性脫北者，致力於北韓人權促進事業。
李順玉原在家鄉咸鏡北道清津市擔任朝鮮勞動黨要職，後因誣告被逮捕，作為政治犯關押在北韓价川集中營達六年之久，期間曾多次目睹墮胎、殺嬰、公開處決、人體生物武器實驗、嚴重營養不良以及其他非人道惡行。獲釋後經中國逃離朝鲜。在韓國多次給金正日寫信控訴未果，還受到威脅。
李順玉根據親身經歷著有《無尾獸的目光》一書。